# Reinhard Stehfest
Reinhard Stehfest (* 12. Februar 1947 in Gera) ist ein deutscher Ministerialbeamter außer Dienst. Er war von 2009 bis 2014 Bevollmächtigter des Freistaats Thüringen beim Bund.

## Leben
Reinhard Stehfest erlangte 1966 das Abitur und legte gleichzeitig die Facharbeiterprüfung als Chemiefacharbeiter ab. Anschließend studierte er von 1966 bis 1968 Chemie an der Technischen Hochschule Magdeburg. Von 1971 bis 1975 studierte er an der Ingenieurschule für Chemie in Berlin.
Stehfest arbeitete bis 1990 beim VEB Jenapharm, unter anderem als Stufenleiter einer Pilotanlage. Im Jahr 1990 trat er als Finanzreferent in das Thüringer Finanzministerium ein, wo er auch stellvertretendes Mitglied des Finanzausschusses des Bundesrates war. Sodann war er von 1992 bis 2000 Leiter der Abteilung für Bundesratsangelegenheiten, Rundfunk- und Presserecht und von 2000 bis 2009 Leiter der Abteilung für Föderale, europäische, internationale Angelegenheiten in der Thüringer Staatskanzlei. Ab dem 1. Oktober 2002 fungierte er zusätzlich als ständiger Vertreter des Chefs der Staatskanzlei.
Mit Wirkung vom 20. November 2009 wurde Reinhard Stehfest im Amt eines Ministerialdirigenten unter Ministerpräsidentin Christine Lieberknecht (CDU) als Nachfolger von Hermann Binkert zum Bevollmächtigten des Freistaats Thüringen beim Bund ernannt. Mit der Bildung des Kabinetts Ramelow I im Dezember 2014 schied er aus dem Amt aus und auf ihn folgte Malte Krückels.
Er ist Mitglied der CDU.